# Al Achsasi al Mouakket

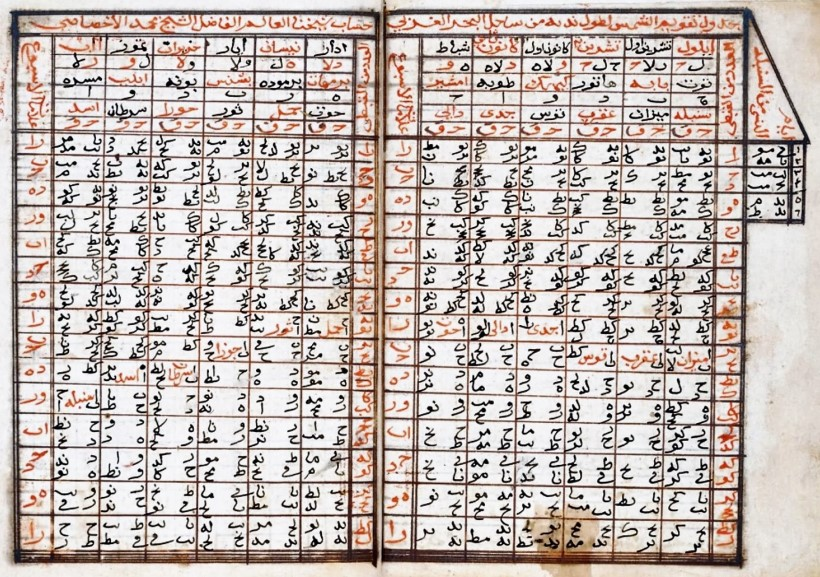
Taula de la posició de les estrelles fetes per Al Mouakket.

Muhàmmad al-Akhsassí al-Muwàqqit —en àrab محمد الاخصاصي الموقت, Muḥammad al-Aẖṣāṣī al-Muwaqqit— fou un astrònom egipci que va fer un calendarium i un catàleg d'estrelles anomenat Ad-durrat al-mudiyya fi-l-amal aix-xamsiyya (Perles brillants sobre les operacions solars), escrit al Caire en 1650.
Al-Akhsassí va ser xeic de la Gran Mesquita de la Universitat d'al-Àzhar i, de fet, el seu làqab al-Muwàqqit reflecteix la seva posició de regulador dels temps i les hores a la mesquita. La seva nisba al-Akhsassí el connecta amb un poble a l'Oasi del Faium. No hi ha còpies del seu llibre pels astrònoms occidentals o historiadors de la ciència fins al 1895; per tant no va aparèixer en les bibliografies franceses i angleses dels catàlegs de biblioteques del segle xix.